# Pykrete
Pykrete er et frossent kompositmateriale, der oprindeligt blev fremstillet af ca. 14 % savsmuld eller anden form for pulp (som papir) og ca. 86 % is (6 til 1 i forhold til vægt). Pykrete har en række usædvanlige egenskaber, bl.a. at det smelter meget langsomt som følge af materialets lave varmeledningsevne samt voldsomt forbedret styrke og sejhed i forhold til is. Disse fysiske egenskaber gør materialet sammenligneligt med beton, så længe det holdes frossent. Under Anden verdenskrig foreslog Geoffrey Pyke materialet som kandidat til bygning af et enormt hangarskib til den britiske royale flåde.
Pykrete er lidt vanskeligere at fremstille end beton, da det udvider sig i frysningsprocessen. Det kan dog repareres og vedligeholdes med havvand som råmateriale. Blandingen kan støbes i alle former og fryses, og det er slidstærkt, så længe det holdes under frysepunktet. Modstandsdygtigheden mod deformitet forbedres ved at sænke temperaturen til -15° C.